# Loggia di San Gaetano
La loggia di San Gaetano, o loggia Teatina, è una struttura architettonica civile del centro storico di Firenze, situata in via de' Pescioni 11r, quasi in angolo con via de' Pecori.

## Storia e descrizione

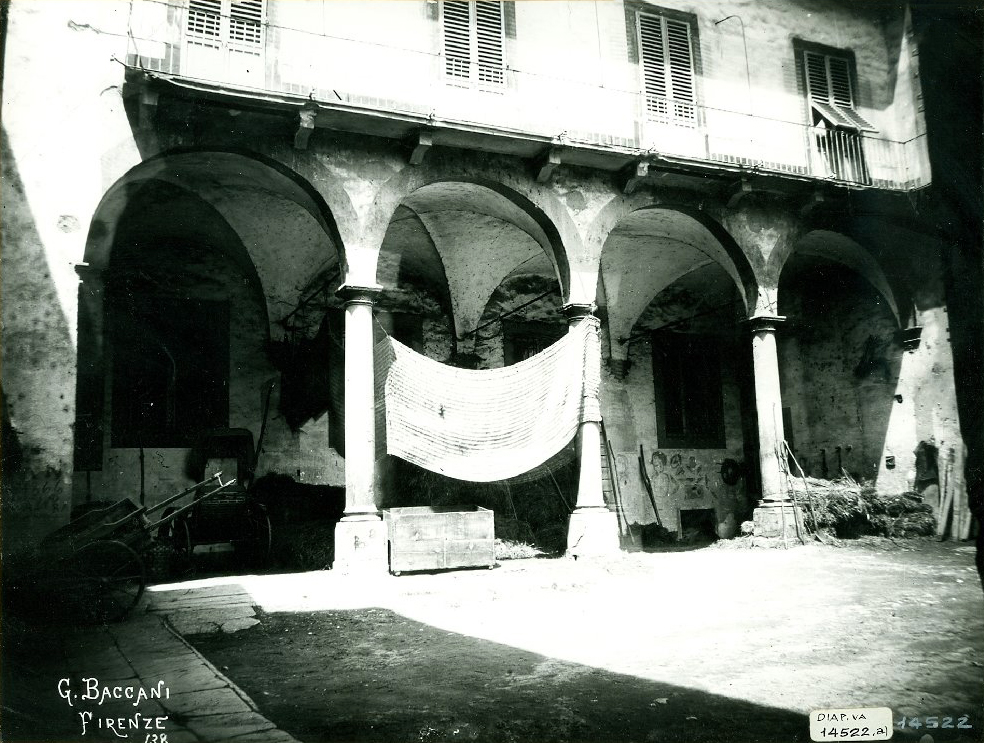
La loggia prima della creaizone della strada, quando si trovava nella corte degli Agli

Edificata su disegno di Bernardo Buontalenti  nel 1592-1594, la loggia faceva parte del convento dei Teatini della chiesa di San Gaetano (qui appunto dal 1592) e un tempo si apriva sul cortile interno del complesso già relativo alla famiglia degli Agli. Con la sistemazione tardo ottocentesca di questa zona e il drastico taglio al complesso religioso per l'ampliamento di via de' Pescioni, la loggia venne a trovarsi lungo la nuova strada, perdendo ogni carattere claustrale. 

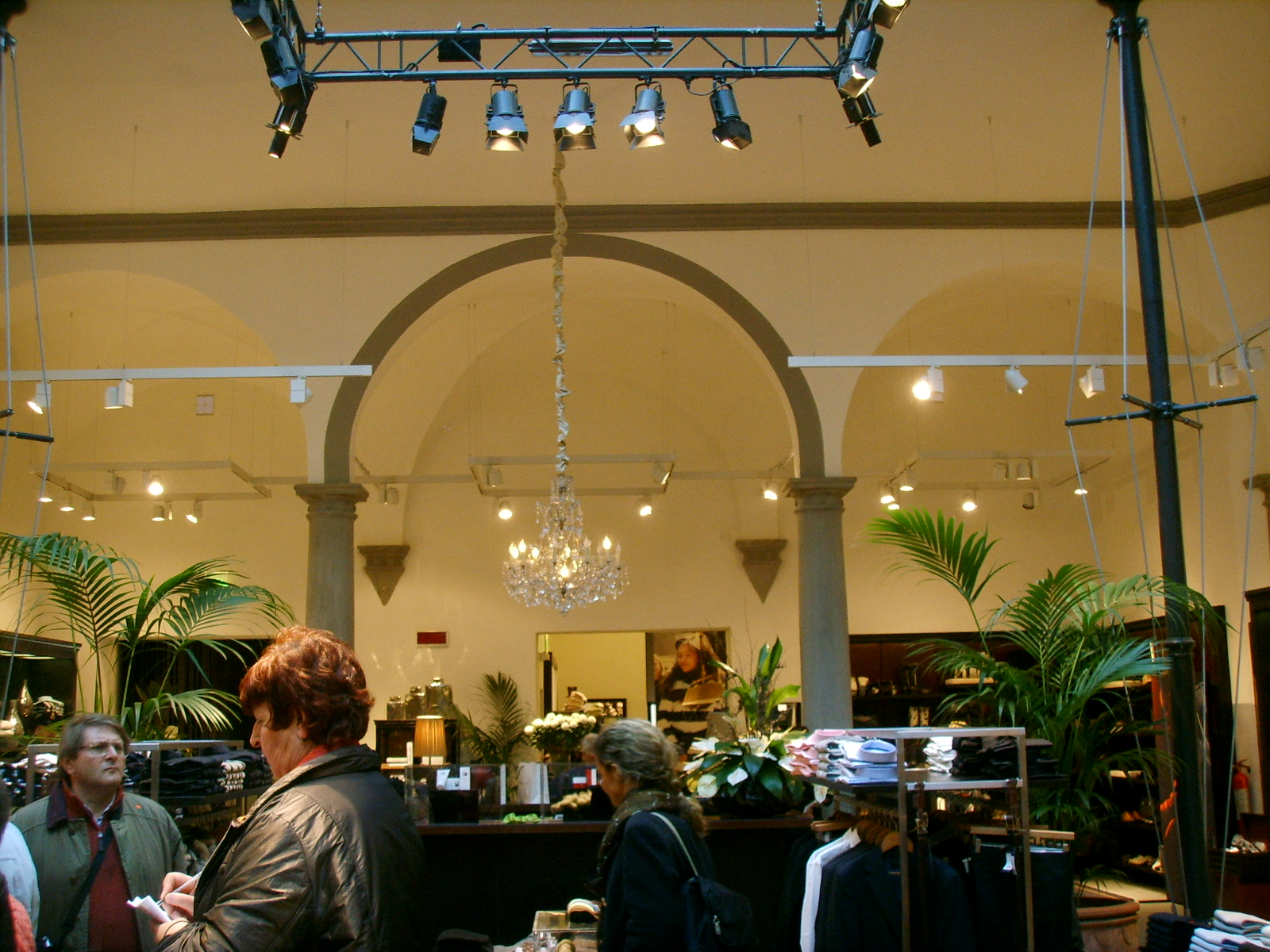
Chiostro di San Gaetano, verso est

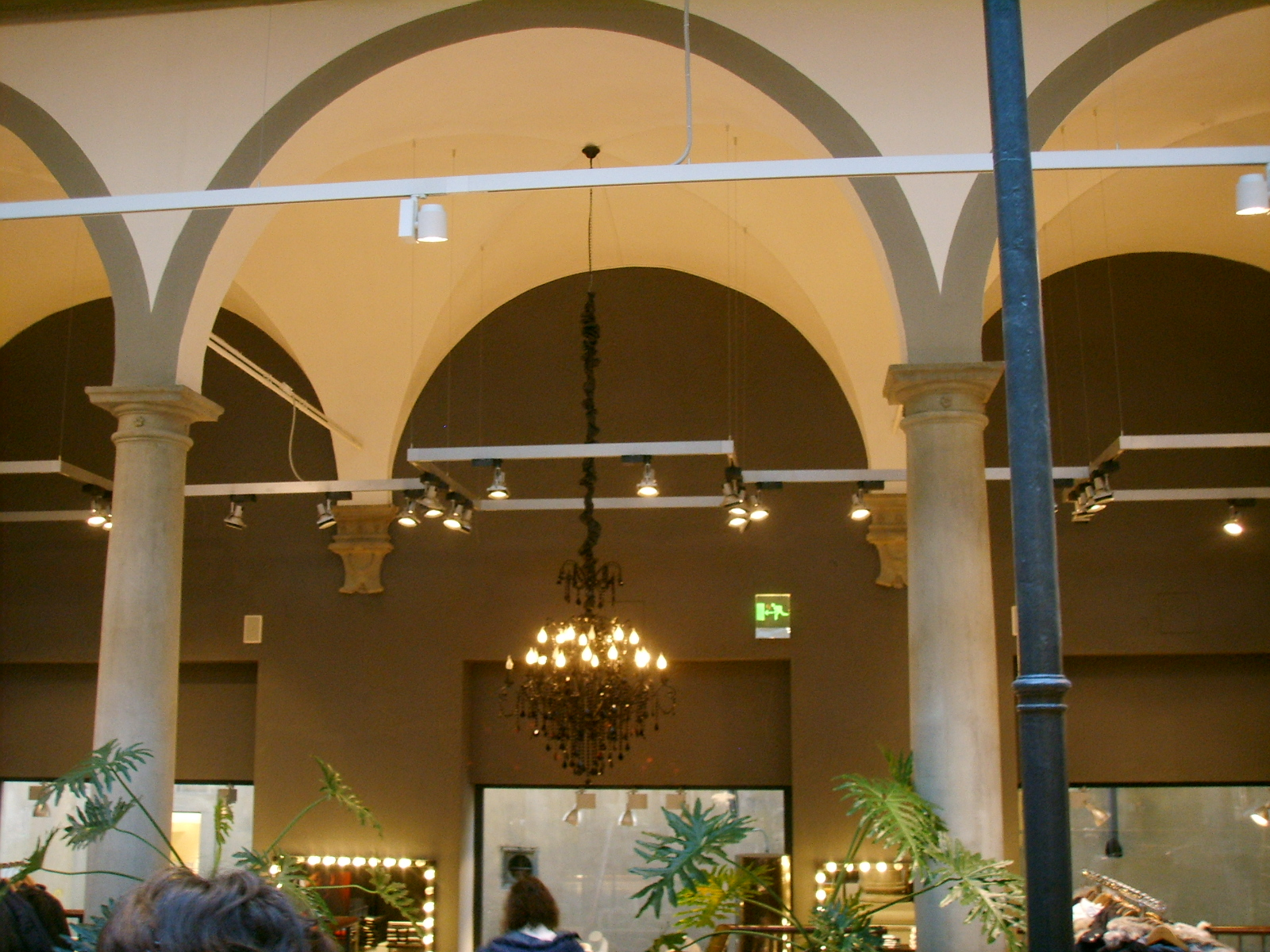
Chiostro di San Gaetano, verso nord

Per lungo tempo accecata, fu restaurata dall'architetto Forlai nel 1970, e recuperata, chiudendo le aperture con vetrate, come spazio commerciale, a lungo occupato dall'Anonima Castelli (centro di arredamento). Si presenta come un "elegante loggiato a quattro fornici, con semplice architettura in pietra di ordine toscano. Le tre colonne poggiano su alti plinti e tra questi intercorre un muretto a balustra, nel quale sono praticate le aperture che danno luce al seminterrato. Il pavimento della loggia è perciò più alto del piano stradale". Inizialmente la loggia venne chiusa da un muretto e cancellate, sostituiti nel 1969 da una struttura in ferro e vetro, e oggi da grandi vetrate.
Sorte simile ebbe anche il chiostro di San Gaetano, oggi facente parte degli stessi fondi ciommerciali, dopo essere stato per decenni un'autorimessa. In esso sono particolarmente significativi i peducci sui quali poggiano le volte, di fattura diversa a seconda di quale lato: a piramide rovesciata verso est, con una doppia voluta verso nord.